# Manuel Ibanez
Manuel Ibanez (né le 27 novembre 1948 à Orthez) est un athlète français, spécialiste du lancer du javelot. Il remporte le titre de champion de France en 1971.

## Biographie

### Palmarès
- Championnats de France d'athlétisme :
  - vainqueur du lancer du javelot en 1971.

### Records
| Épreuve           | Performance | Lieu | Date |
| ----------------- | ----------- | ---- | ---- |
| Lancer du javelot | 82,64 m     |      | 1971 |